# Rosa zalana
Rosa zalana är en rosväxtart som beskrevs av Johann Baptist Wiesbaur. Rosa zalana ingår i släktet rosor, och familjen rosväxter. Utöver nominatformen finns också underarten R. z. piersiana.